# Clovis Lecail
Clovis Lecail (Mondrepuis, 25 oktober 1859 – Brussel, 6 april 1932) was een Belgische componist, dirigent en trompettist.

## Levensloop
Lecail studeerde aan het Koninklijk Conservatorium Brussel bij Joseph Dupont (harmonie) en Hippolyte-Jean Duhem (trompet). Verder studeerde hij contrapunt bij Hubert Ferdinand Kufferath. Naast zijn werkzaamheden als monitor trompet aan het Koninklijk Conservatorium Brussel in het jaar 1880-1881 was hij ook bezig als trompettist in het orkest van de Koninklijke Muntschouwburg, toen onder leiding van Joseph Dupont.
In 1882 werd hij trompettist bij een militair muziekkorps van het Belgische leger. Na het behalen van het diploma als militaire kapelmeester werd hij in 1885 dirigent van de militaire muziekkapel van het 5e Linieregiment in Antwerpen en bleef in deze functie tot 1897. In 1897 werd hij als opvolger van Constantin Bender kapelmeester van de militaire muziekkapel van het 1e Regiment Grenadiers en vervulde deze functie tot 1920. Vanaf 1910 was hij daarboven inspecteur van de militaire muziek.  
Als componist schreef hij rond 175 werken voor orkest, blaasorkest, vocale muziek en kamermuziek. 

## Composities

### Werken voor orkest
- 1894 Kermesse flamande
- 1913 Concertino, voor kornet (of trompet) en orkest (of piano)
- 1921 Lointaine chanson, voor viool en kamerorkest (of piano)
- 1926 Voyage autour de la lune, ouverture
- Concert, voor trompet en orkest

### Werken voor harmonie- of fanfareorkest
- 1883[2] Mars van het 5e Linieregiment[3]
- 1890 Vals de chasseurs
- 1894 Kermesse flamande, beschrijvende fantasie
- 1895 En revenant de Bruxelles - Kermesse Pas redoublé
- 1896 Hyménée, gavotte
- 1902 Helvetia - ouverture dramatique "Imposée au Grand Concours International de Genève 1902 (2e Division)"
- 1904 Cortège byzantin, voor harmonie- of fanfareorkest
- 1908 Boula-Matari-Marche congolaise
- 1908 Concerto romantique, voor kornet en harmonieorkest (of piano)
- 1910 Bruxelles Exposition, officiële mars van de Wereldtentoonstelling van 1910 in Brussel
- 1911 Babil d'oiseaux, bluette, voor 3 dwarsfluiten en harmonieorkest
- 1911 Fantaisie concertante, voor altsaxofoon (of klarinet) en harmonie- of fanfareorkest
- 1912 Rapsodie Congolaise, voor harmonieorkest
- 1912 Une Patrouille au camp, épisode militaire voor harmonie- of fanfareorkest
- 1914 Pax et bellum, episodische ouverture voor harmonie- of fanfareorkest
- Aventure de carnaval, valse-caprice voor harmonieorkest
- Belgica, ouverture
- Brabo, mars
- Concertino, voor harmonieorkest
- Danse Bohémienne
- Divertissement à la Hongroise
- Fantaisie sur des thèmes russes
- Hommage à Saint-Nicolas, mars
- Légende Moscovite, voor harmonieorkest
- Les gladiateurs, ouverture
- Ouverture Dramatique
- Retour d'Afrique, mars
- Soldat
- Une Fête à Budapest, suite
- Voyage autour de la lune, ouverture

### Vocale muziek

#### Werken voor koor
- Chantons !, voor mannenkoor - tekst: Louis Moreau
- Le Congo belge, Verzameling van Zangen ten gebruike in het Leger - tekst: W. de Heusch
- Les Soldats du roi, Verzameling van Zangen ten gebruike in het Leger

### Kamermuziek
- 1912 Saltarelle, voor strijkkwintet (dwarsfluit en hobo ad libitum) en piano
- 1914 Pastorale, voor hobo, dwarsfluit (of klarinet) en piano
- 1921 Septuor, voor vier trompetten en drie trombones
- Fantaisie concertante, voor altsaxofoon en piano